# Тимошенко Клеопатра Василівна
Клеопа́тра Васи́лівна Тимоше́нко (1901—1984) — українська театральна акторка. Заслужена артистка УРСР.

## Життєпис
Народилась 1901 року в бідній селянській родині в селі Гирла Херсонської губернії, в 9 років залишилась сиротою. Спочатку нею опікувався рідний дядько — відставний моряк, а згодом її опікунами стали священник Юрій Жевченко і його дружина Ольга Горська. За їх підтримки Клеопатра закінчила другу київську гімназію та почала навчатись в медичному інституті.
Підтримувала зв'язки з цією родиною навіть після розлучення пари. Мала роман з Юлієм Мордалевичем, але за наполяганням Юрія Жевченка припинила з ним стосунки.
Через хворобу перервала навчання в медінституті і вирішила до нього не повертатися. В 1925 році стає ученицею Студії акторської майстерності при Полтавському театрі імені Т. Шевченка, а з 15 вересня 1926 і акторкою цього театру.
З 1926 року була одружена з режисером Іваном Юхименком, виховувала з ним сина і доньку.
У 1927 році Клеопатра Тимошенко стає артисткою Одеської держдрами, а згодом працює в таких провідних театрах України, як Харківський червонозаводський театр (1928—1930), Дніпропетровський театр ім. Т. Шевченка (1930—1932), Харківський Державний Театр Революції (1932—1934), Одеський театр Революції (1934—1938), Харківський театр Ленінського комсомолу (1938—1940). Наприкінці 1940 року була переведена до Чернівецького музично-драматичного театру, де працювала до початку воєнних подій на території України. Там разом з чоловіком й іншими акторами відвідала Ольгу Кобилянську. Іван Якович розповів письменниці про творчі плани театру.
З Чернівців перебралась до Харкова.
28 вересня 1941 року в Харкові як і її чоловік була заарештована за «антирадянську агітацію», їй нагадали давнє знайомство з Юлієм Мордалевичем. Пя'тирічне ув'язнення відбувала в Казані. 1946 року була звільнена, 1956 року — реабілітована. Її чоловік з Казані не повернувся, помер там 1943 року.
З 10 грудня 1946 року — одна з провідних акторок Житомирського обласного драматичного театру.

## Ролі
- Оксана Оберемко («Тарас Шевченко» Ю. Костяка)
- Катерина («Гроза» О. Островського)
- Надія Романюк («Калиновий гай» О. Корнійчука)
- Джема («Овід» Е. Л. Войнич)
- Аліса Ленґдон («Глибоке коріння» Д. Гоу, А. д'Юссо)
- Маруся («Маруся Богуславка»)
- Люська («Республіка на колесах» Я. Мамонтова)
- Ліда («Платон Кречет» О. Корнічуйка)
- Оксана («Гайдамаки» за Т. Шевченком)
- Мавка («Лісова пісня» Лесі Українки)
- Анна («Украдене щастя» І. Франка)
- Дездемона («Отелло» В. Шекспіра)
- Луїза («Підступність і кохання» Ф. Шіллера)
- Наталя («Соло на флейті» І. Микитенка)